# Csillagközi anyag

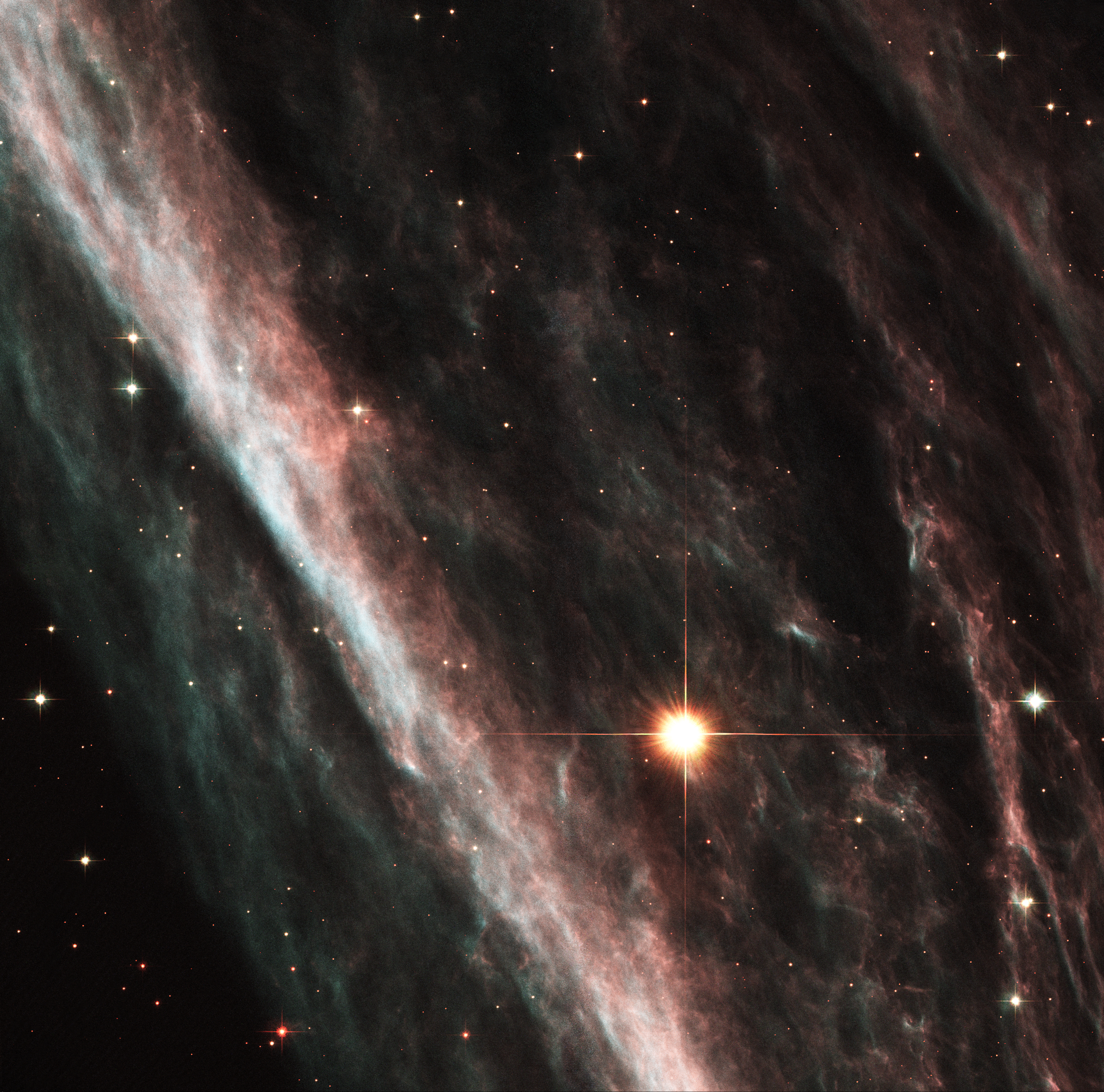
Egy szupernóva maradványai (NGC 2736)

A csillagközi anyag a világűrben, a csillagok, galaxisok és egyéb égitestek közötti térben található anyagok összességét jelenti, ugyanis a közhiedelemmel ellentétben a csillagközi tér nem tökéletesen üres; változó – de mindig rendkívül alacsony – sűrűségű plazma, gáz és csillagközi por tölti ki. A csillagközi anyag átlagos sűrűsége 10·10−21 kg/m³, 90%-ban hidrogénből, 10%-ban héliumból áll, de nyomokban más anyagokat, pl. fémeket is tartalmaz.
A csillagközi anyag helyenként sűrűbb az átlagosnál, így „felhőket” alkot: ezek a csillagködök.